# Eddy Terstall
Eddy Terstall (Amsterdam, 20 d'abril de 1964) és un director de cinema i guionista dels Països Baixos.

## Carrera
Terstall va estudiar sociologia i ciència política a la Universitat d'Amsterdam, però no va completar cap dels estudis. El 1992 va debutar amb la pel·lícula Transit. Terstall escriu ell mateix els guions de les seves pel·lícules. Els actors típics de Terstall són Marc van Uchelen, Nadja Hüpscher i Rifka Lodeizen, que apareixen en diverses de les seves pel·lícules. Terstall sobre les seves intencions: Les meves pel·lícules no són explícitament polítiques, però tenen alguna cosa secretament pamfletária sobre elles. Vull demostrar que el matrimoni gai, l'eutanàsia i la política de drogues són evidents aquí."
Entre 2004 i 2008 va publicar un tríptic sobre els temes de la mort, la sexualitat i l'estat de dret. Simon (2004) va ser la primera pel·lícula d'aquest tríptic. La segona part, SEXtet, es va estrenar el setembre de 2007 i la tercera part, Vox populi es va estrenar el setembre de 2008.
El 2010 li van diagnosticar càncer de pell. Va descriure l'episodi al seu llibre autobiogràfic Ik loop of ik vlieg (Camino o volo).

## Política
Cap el 2004, Terstall insinua que acabarà la seva carrera cinematogràfica per dedicar-se a la política. Per a les eleccions a la Cambra de Representants que es van planificar originalment el 2007, es va parlar que es presentaria com a candidat al PvdA. Després que aquestes eleccions es van avançar del maig del 2007 al 22 de novembre del 2006 a causa de la caiguda del gabinet Balkenende II, Terstall va anunciar que encara no tenia temps per preparar-s'hi.
El 2007 va sorgir que Terstall mantenia contactes freqüents, entre d'altres, amb la diputada de PvdA Mei Li Vos i l'exdiputada Aleid Wolfsen. El 2008, Vos va interpretar el paper de Linda a la pel·lícula de Terstall Vox populi. A instigació de Vos i Wolfsen, Terstall va parlar el maig de 2007 amb el jove membre del partit Ehsan Jami, que havia arribat als titulars les setmanes anteriors amb la fundació del Comitè Central per a Ex-Musulmans. Quan això es va interpretar als mitjans com un intent de contrarestar el to crític de Jami sobre l'islam moderat, Terstall va declarar que estava a favor d'un debat obert sobre l'islam i els apòstats. El 2012 Terstall va fer una petita obra de teatre sobre l'assassinat del seu col·lega Theo van Gogh.
Per a les eleccions al Parlament Europeu de 2014, Terstall estava a la llista del Partit pels Animals.
El maig de 2018, Terstall, juntament amb Asis Aynan, Femke Lakerveld i Keklik Yücel, van escriure un manifest que es va publicar a de Volkskrant, en el qual es demanava als polítics que romandre fidel a les arrels liberals i seculars. El manifest marca l'inici d'un moviment polític anomenat Esquerra Lliure on Terstall i la resta d'autors hi són actius des de la seva publicació.
El 2015, Terstall es va convertir en membre del jurat de pel·lícules de ShortCutz Amsterdam, un festival de cinema anual per la promoció de curtmetratges a Amsterdam.
Terstall està relacionat amb el futbolista Johan Cruijff; Cruijff era cosí segon de la mare de Terstall.

## Filmografia
- Transit (1992)
- Walhalla (1995)
- HUFTERS & Hofdames (1996)
- Babylon (1998)
- De boekverfilming (1999)
- Rent a Friend (2000)
- Simon (2004) Premi del Públic a la XXVI edició de la Mostra de València[6]
- Flirt (2005)
- Mannenharem (2007)
- SEXtet (2007)
- Vox populi (2008)
- Bollywood Hero (2009)
- DEAL (2012)
- Meet Me in Venice (2015)
- Alberta (2017)

## Teatre
- De dood van Theo van Gogh (2011)